# گوران هاجیچ
گوران هاجیچ (Горан Хаџић؛ ۷ سپتامبر ۱۹۵۸ – ۱۲ ژوئیهٔ ۲۰۱۶) یک سیاست‌مدار اهل صربستان و از فوریه ۱۹۹۲ تا ژانویه ۱۹۹۴ رئیس‌جمهور جمهوری صرب کراینا بود.وی از طرف دادگاه بین‌المللی کیفری یوگسلاوی سابق به جنایت علیه بشریت و نقض آداب و قوانین جنگ متهم شد.
هاجیچ برای ۱۴ جرم تحت‌نعقیب این دادگاه قرار گرفت.از جمله آن:تبعید اجباری هزاران شهروند کروات یا غیرصرب از محل سکونت‌شان بین ژوئن ۱۹۹۱ تا دسامبر ۱۹۹۳ و در جریان جنگ استقلال کرواسی، کشیدن کار اجباری از بازداشتی‌ها و شکنجه و قتل آنان، نابودی یا قتل صدها شهروند کروات یا غیرصرب در ده شهر و روستای کرواسی از جمله ووکوار.
وی که آخرین فرد تحت‌تعقیب دادگاه بین‌المللی کیفری یوگسلاوی سابق بود، در ۲۰ ژوئیه ۲۰۱۱ دستگیر شد.دادگاه وی به‌دلیل ابتلای او به تومور مغزی متوقف شد.وی در ۱۲ ژوئیه ۲۰۱۶ درگذشت.